# اسبو
اسبو، روستایی است از توابع بخش بندپی شرقی شهرستان بابل در استان مازندران ایران. این روستا در حدود ۴ کیلومتری شهر گلوگاه واقع شده‌است و از جاده اصلی تا مرکز روستا حدود ۲ کیلومتر می‌باشد
این روستا از نعمت آب شهری، گاز و برق برخوردار است تا سال ۱۴۰۱ جاده روستا خاکی و شن ریزی بود که در همان سال حدود ۳۵۰ متر توسط مردم روستا بتن شد و در سال ۱۴۰۲ در حال آسفالت است
از جاذبه های گردشگری این است که در انتهای روستا آبشار بسیار زیبایی دارد که تا حالا کمتر کسی از آن خبر دارد.

## جمعیت
این روستا در دهستان سجادرود قرار دارد و براساس سرشماری مرکز آمار ایران در سال ۱۳۹۵، جمعیت آن ۲۱۷ نفر (۸۴خانوار) بوده‌است.